# 里奧普雷托達伊娃

02°41′56″S 59°42′00″W / 2.69889°S 59.70000°W
里奧普雷托達伊娃（葡萄牙語：Rio Preto da Eva）是巴西的城鎮，位於該國北部，由亞馬遜州負責管轄，始建於1981年12月10日，面積5,813平方公里，2014年人口29,771，人口密度每平方公里5.12人。